# Viggo Neijs
Viggo Neijs (Lelystad, 8 oktober 2005) is een Nederlands (stem- en musical)acteur.

## Musical
- The Christmas Show (2017) - Kleine Tim
- Ciske de Rat (2017) - Ciske de Rat[1]
- Billy Elliot (2014-2015) - Small boy[2]

## Film en televisie

### Film
- Scherp (2020) - Vince[3]
- Kruimeltje en de strijd om de goudmijn (2020) - Kruimeltje[4]
- Dumbo (2019) - Joe Farrier (stem)
- Mary Poppins Returns (2018) - Georgie Banks (stem)[5]
- De Grinch (2018) - Ozzy (stem)[5]
- Het Leven van een Loser: Flutvakantie (2017) - Greg Heffley (stem)

### Televisie
- Draadstaal (2016) - Pastoor Adriaans: Koorknaapje

### Stem
- Heidi - Rico
- Superwings
- Gumball - Darwin
- Puppy dog pals - Rolly
- Bing - Bing